# Gerhard Gleich
Gerhard Gleich (* 23. Oktober 1941 in Prag) ist ein österreichischer Künstler und war bis 2007 außerordentlicher Professor an der Akademie der bildenden Künste in Wien.

## Leben
Er wuchs auf als Gerhard Feest, Sohn von Hertha Feest und Walter Feest, in Braunau, Marienhof und Wien. Nach Besuch des Missionsprivatgymnasiums St. Rupert in Bischofshofen legte er die Matura im Gymnasium Stubenbastei in Wien ab und  studierte an der Akademie für bildende Künste bei Albert Paris Gütersloh. Von 1972 bis 1997 war er dort Assistent in der Meisterklasse von Wolfgang Hollegha. Bis 2007 arbeitete er als außerordentlicher Professor in der Abteilung für Konzeptkunst. Seit seiner Eheschließung im Jahre 2000 mit der polnisch-österreichischen Malerin Joanna Gleich hat er deren Familiennamen angenommen. Nach frühen Ausstellungen in Wien und Paris hat er sich dem kommerziellen Kunstmarkt weitgehend entzogen. Die meisten seiner Gemälde, Halbreliefs, Polyester- bzw. Holzobjekte sind nur wenigen Sammlern und Freunden bekannt. Er hat sich seither einen Namen als Restaurator zeitgenössischer Kunst gemacht. Seine theatralische Sendung hat er in einer Reihe experimenteller Kurzfilme (u. a. Stephanie Winter „Der Doppelgänger“, 2009) und Performances (Parapraxis) bewiesen. Er hat drei Kinder (Gaspard, Jalle, Ania) und ist der Bruder von Christian Feest und Johannes Feest.